# BMW Serie 3 Compact
La Serie 3 Compact è una serie di autovetture di classe medio-bassa prodotta dal 1994 al 2005 dalla casa automobilistica tedesca BMW.

## Origini e motivazioni
I successi di vendita di vetture come le Volkswagen Golf e le Ford Escort, spinse all'inizio degli anni novanta la casa bavarese a studiare una vettura di fascia media o medio-bassa da contrapporre a tali vetture, pur non avendo una grande tradizione in tale settore visto che le vetture più recenti tra quelle considerabili di fascia media erano le BMW Touring di vent'anni prima.
Per essere competitiva e contenere i prezzi si decise di prendere come base una vettura già esistente, in modo da risparmiare sui costi di progettazione: i modelli più economici che aveva in quel momento in listino erano quelli della Serie 3 E36, e più in particolare la 316i con propulsore da 1.6 litri. Si scelse pertanto di partire proprio da quel modello.

## Prima serie (E36/5, 1994-2000)

### Profilo e contesto
All'inizio la stampa vociferava di un imminente arrivo di una Serie 2, ma il prodotto finale, lanciato nel 1994, fu battezzato Serie 3 Compact, come per voler sottolineare la stretta parentela con la "sorella maggiore".

### Design e tecnica

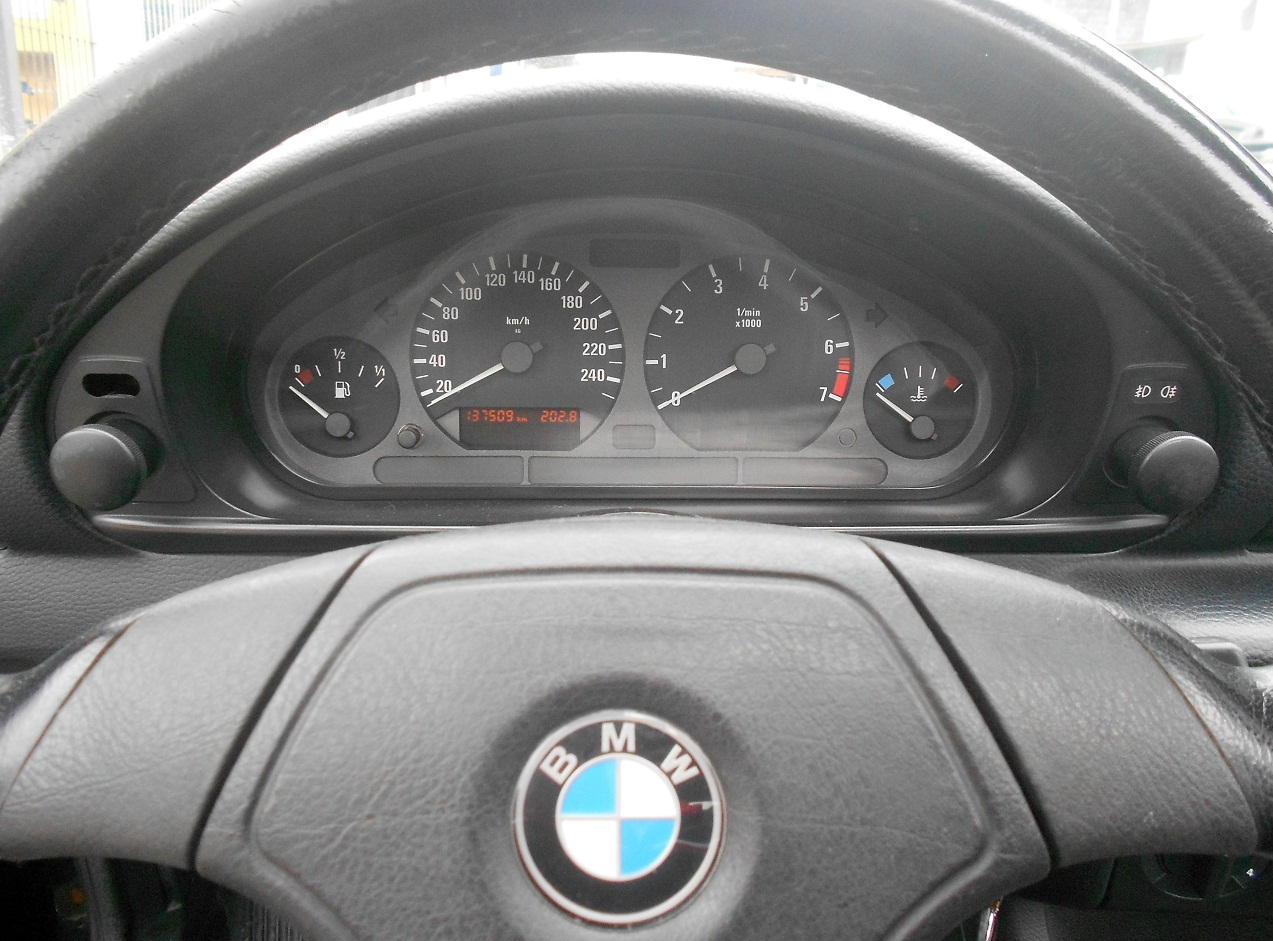
Dettaglio del cruscotto di una 318 Ti Compact

Rispetto a quest'ultima, la nuova Serie 3 Compact si distingueva soprattutto per un particolare: la coda era stata tagliata di circa 22 cm e la nuova vettura appariva quindi come una berlina a due volumi e mezzo e a tre porte (due laterali più il portellone d'accesso al vano bagagli); non fu mai commercializzata, invece, con carrozzeria a cinque porte.
Tecnicamente, al posto della sospensione posteriore di tipo multilink delle altre serie 3 E36, la Compact montava una sospensione a bracci oscillanti, di concezione analoga a quella utilizzata dalla serie 3 E30. Anche la componentistica della plancia era molto simile a quella della serie 3 E30. Il passo è stato mantenuto intatto a 2.70 m di lunghezza, in modo da consentire un'abitabilità pari a quella della berlina a 4 porte.

### Motori e versioni
Inizialmente, la Serie 3 Compact fu proposta in due versioni: la più economica era la 316i Compact, con motore a 4 cilindri in linea da 1596 cm³ in grado di erogare 102 CV. L'altra versione era la 318ti Compact, equipaggiata sempre da un 4 cilindri in linea, ma della cilindrata di 1796 cm³ e con potenza massima di 140 CV.
Le rispettive velocità massime sfioravano i 190 e i 210 km/h. Dal punto di vista meccanico la Serie 3 Compact era all'epoca l'unica vettura di fascia medio-bassa a trazione posteriore.
Nonostante i contenuti tecnici, la vettura ottenne un successo piuttosto moderato, anche perché a metà anni '90 le vetture di fascia media a due volumi e mezzo a 3 porte stavano perdendo quote di mercato, cosa avvenuta anche per le principali concorrenti, l'Alfa 146 e la Fiat Brava.
A nulla valse il tentativo della BMW di proporre una versione rinnovata della 318ti, equipaggiata dal 1.9 16V da 140 CV montato sulla 318is berlina, e neppure il proporre una versione più brillante, ossia la 323ti Compact (con motore da 2495 cm³ e 170 CV di potenza max) da 230 km/h, servì a rilanciare la Compact. Stessa scarsa efficacia ebbe anche l'introduzione delle 318 tds, con motore turbodiesel da 1665 cm³ da 90 CV e 175 km/h di velocità massima.
La prima serie della Compact si avviò così a fine produzione, avvenuta nel 2000.

## Seconda serie (E46/5, 2000-2005)

### Profilo e contesto
Sulla base della nuova Serie 3 E46, alla fine del 2000 fu lanciata la nuova Compact. Rispetto al modello precedente, la nuova serie non presentava più dei classici gruppi ottici carenati, ma due coppie di fari tondeggianti e separati tra loro. Anche la coda proponeva due gruppi ottici dal disegno inedito, che su alcuni mercati erano trasparenti con fondo cromato e lampadine a vista (detti Lexus-style, dal nome del marchio che li ha introdotti per la prima volta su un suo modello). Per quanto riguardava le sospensioni posteriori e la componentistica della plancia, la nuova Compact era in tutto e per tutto una serie 3 E46.

### Motori e versioni
La gamma subì delle rivisitazioni rispetto al modello precedente: la motorizzazione di base non era più un 1.6 ma il 1.8 da 115 CV presente anche sulle prime Compact E36. Successivamente arrivarono anche un motore a benzina da 1995 cm³ e 143 CV di potenza massima, un motore da 2495 cm³, sempre a benzina ma da 192 CV, e due motori a gasolio da 1995 cm³, con potenze di 115 e 150 CV rispettivamente. Nel 2003 fu sottoposta a un leggero restyling che interessò principalmente le prese d'aria anteriori e i fari posteriori, ora rivestiti di plastiche di colore rosso. Cambiarono anche il colore delle frecce laterali e la forma del vano portatarga posteriore, mentre vennero inseriti sensori di parcheggio nei paraurti posteriori.

### Fine produzione
Neppure la nuova Compact seppe conquistarsi i favori del pubblico e non poté quindi riscattare il moderato successo della serie precedente; fu pertanto tolta di produzione nel 2005 per lasciare il posto alla nuova Serie 1.